# Colli Albani - Parco Appia Antica

Colli Albani - Parco Appia Antica is een metrostation in het stadsdeel municipio VII van de Italiaanse hoofdstad Rome. Het station werd geopend op 16 februari 1980 en wordt bediend door lijn A van de metro van Rome.

## Geschiedenis
In het metroplan uit 1941 waren rond de Largo dei Colli Albani twee stations opgenomen aan een voostadslijn tussen San Giovanni en het vliegveld met een vertakking naar Cinecittà. Het ene zou komen bij de splitsing van de tramlijnen bij het kruispunt van de Via Appia Nuova en de Via delle Cave, het andere onder de Via Appia Nuova ter hoogte van de toenmalige wielerbaan tussen de Via Albano en de Via Mandela. Dit laatste station zou tevens de splitsing van de lijn vormen in een westtak naar het vliegveld en een oosttak naar Cinecittà. Na de Tweede Wereldoorlog werd de metrobouw hervat en de plannen aangepast. In augustus 1958 begon de bouw van een nieuw vliegveld in Fiumicino zodat de westtak verviel, net als het traject van Re di Roma naar Lido di Ostia. De oosttak van de voorstadslijn werd gekoppeld aan het wel te bouwen deel van lijn A ten noorden van Re di Roma. Halverwege de in 1941 geplande stations werd Colli Albani opgenomen in het tracébesluit voor lijn A uit 1959. 

## Aanleg
De bouw van de lijn begon in 1963 waarbij gekozen werd voor de openbouwputmethode. Al snel bleek dat de bouwputten tot grote hinder voor het verkeer op de Via Appia Nuova leidden. Hierop werd besloten om tussen Manzoni en Colli Albani een tunnelboormachine te gebruiken en moest het ontwerp van de lijn hierop aangepast worden wat 5 jaar vertraging opleverde. De zuidelijke tunnelmonden van de geboorde tunnels liggen pal ten noorden van het perron. Colli Albani kent een eilandperron in plaats van zijperrons om een optimale overgang tussen de geboorde tunnels en de ondiep gelegen tunnels ten zuiden van het station te realiseren. Het station zelf is gebouwd in een open bouwput. Hoewel de splitsing van de lijn begin jaren 60 niet meer aan de orde was, werden tijdens de bouw van het station begin jaren 70  voorzieningen getroffen voor een zijtak naar Torre Spaccata.   

## Inrichting
De verdeelhal ligt vlak onder de straat en is toegankelijk via trappen op de hoeken van de via Arricia en trappen langs de Via Appia Nuova tegenover de Via Arricia. Het perron wordt bereikt via trappen en roltrappen uit de verdeelhal die midden op het perron uitkomen. Vlak ten zuiden van het station ligt een opstelspoor met overloopwissels zodat metro's kunnen keren als dat nodig is. Het station is afgewerkt met stenen wandpanelen met oranje plinten en armaturen. Aan de naam van het station is Parco Appia Antica toegevoegd als verwijzing naar de archeologische zone rond de oude Via Appia die ongeveer 400 meter ten zuiden van het station ligt.